# 1627

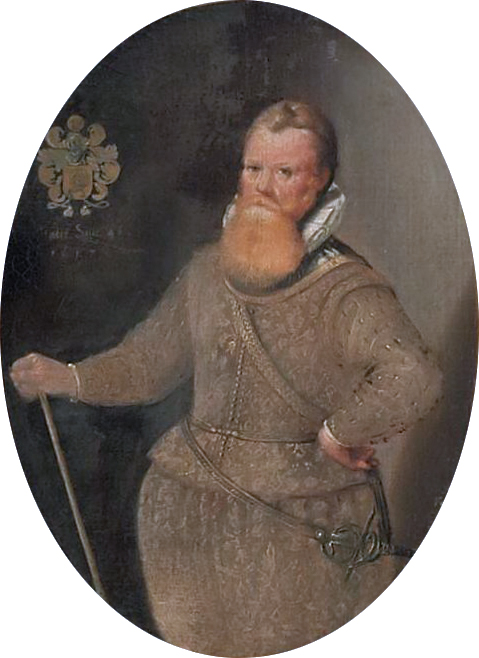
Frederik de Houtman

Het jaar 1627 is het 27e jaar in de 17e eeuw volgens de christelijke jaartelling.

## Gebeurtenissen
April
- 10 april - 't Gulden Zeepaert bereikt uiteindelijk Batavia; het schip volgt een 1800 kilometer lang traject langs de zuidkust van Australië. Het schip bereikt uiteindelijk Sint Francis en de Sint Pieter-eilanden

Mei
- 10 mei - Keizer Ferdinand II van het Heilige Roomse Rijk kondigt een nieuwe landsverordening af voor de Landen van de Boheemse kroon. De positie van de Staten van Bohemen wordt verzwakt tegenover de koning en de herinvoering van het katholicisme wordt mogelijk gemaakt.

Juli
- 20 - Frederik Hendrik start met het Beleg van Grol en laat een circumvallatielinie bouwen.
- juli - De pest, die rondwaart in Delft, treft het Staatse leger hard.[1]

Augustus
- 19 augustus - Frederik Hendrik neemt de stad Groenlo in.
- 29 - In Nieuw-Amsterdam legt het jacht Bruinvis van de WIC-Amsterdam aan met aan boord 22 Afrikanen, die op een Portugese slavenvaarder zijn buitgemaakt.

September
- 24 - Willem V van Hessen-Kassel moet Opper-Hessen en het graafschap Neder-Katzenelnbogen afstaan aan Hessen-Darmstadt
- Lodewijk XIII van Frankrijk start het Beleg van La Rochelle dat 14 maanden zou duren.

November
- 10 november - Pieter de Carpentier vertrekt met vijf "volle" schepen uit Nederlands-Indië. Jan Pieterszoon Coen is hem in oktober opgevolgd als gouverneur-generaal voor zijn tweede ambtsperiode.
- 18 november - Lodewijk II van Nassau-Saarbrücken wordt opgevolgd door zijn zoons Willem Lodewijk, Johan, Ernst Casimir en Otto.
- 24 november - Arend Dickmann wordt admiraal in dienst van de Poolse kroon.
- 27 november - Keizer Ferdinand III wordt in Praag gekroond tot koning van Bohemen
- 28 november - Slag bij Oliwa, onder leiding van admiraal Dickmann behaalt de Poolse vloot een overwinning op de Zweden.

December
- 17 - De droogmakerij De Moeren wordt vrijgegeven voor de landbouw.
- 26 - Vincenzo II, hertog van Mantua en graaf van Montferrat, sterft kinderloos, waarmee het huis Gonzaga in rechte lijn uitsterft. De opvolging zal de komende jaren tussen Frankrijk en Spanje worden uitgevochten in de Mantuaanse Successieoorlog.
- 27 december - Instorten kerktoren te Geldrop, 82 doden en ca. 200 gewonden.

zonder datum
- Mom Keo volgt Pothisarat II op als 25e koning van Lan Xang.
- De Oeros sterft uit.
- Rotterdam trotseert de andere Hollandse steden en weigert de remonstranten aan te pakken.
- Episcopius publiceert zijn traktaat Vrye Godes-dienst waarin hij pleit voor godsdienstige tolerantie.
- Het hertogdom Pommeren geeft zich over aan de Roomse troepen tijdens de Dertigjarige Oorlog.
- Barbados wordt bezet door de Britten

## Muziek
- Girolamo Frescobaldi componeert Il secondo libro di toccate
- Heinrich Schütz schrijft de eerste Duitse opera; Dafne.

## Beeldende kunst
- Rembrandt schildert De vlucht naar Egypte. Het schilderij is te zien in het Musée des Beaux-Arts in Tours, Frankrijk

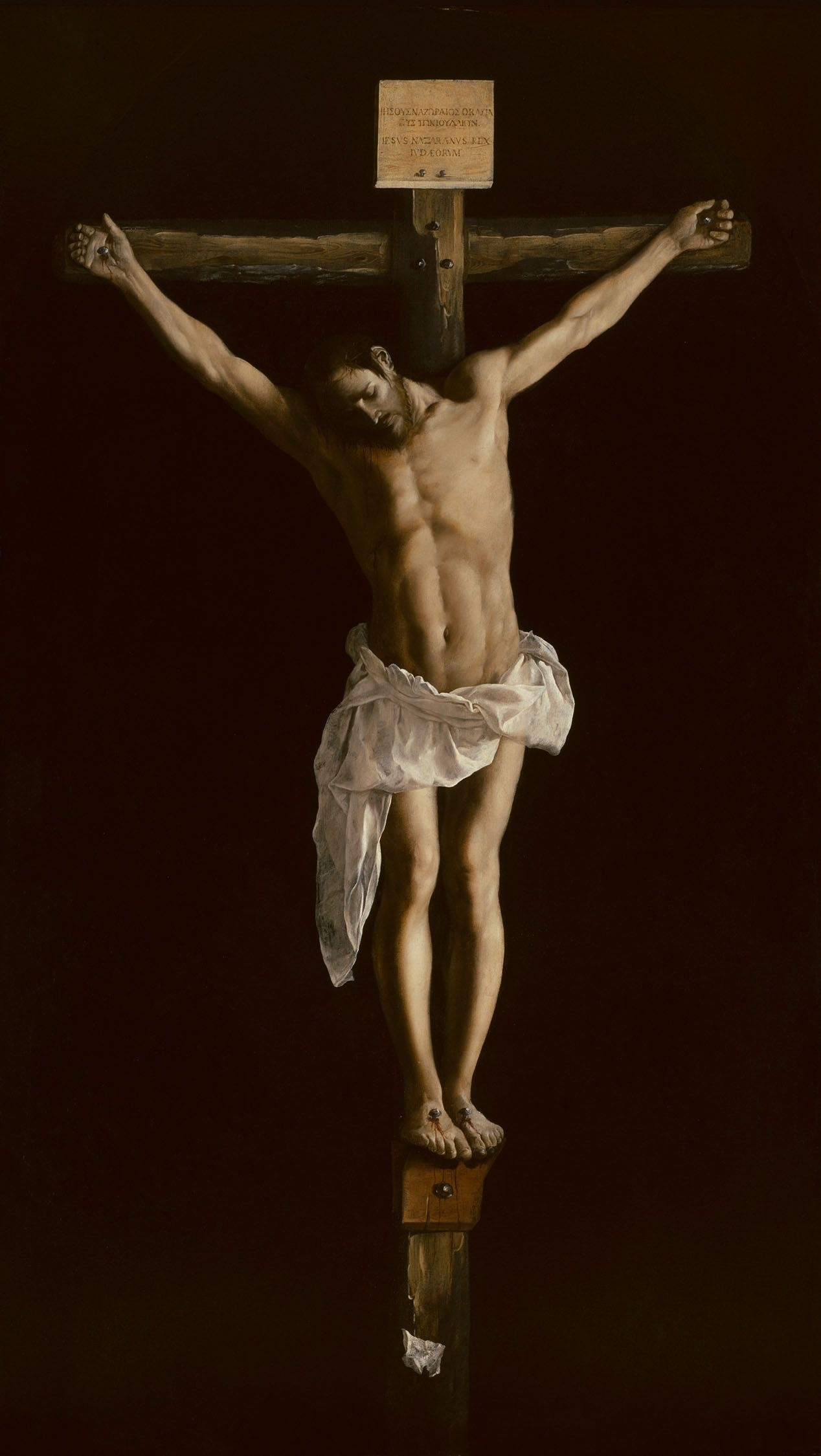
Christus aan het kruis (1627) Francisco de Zurbarán
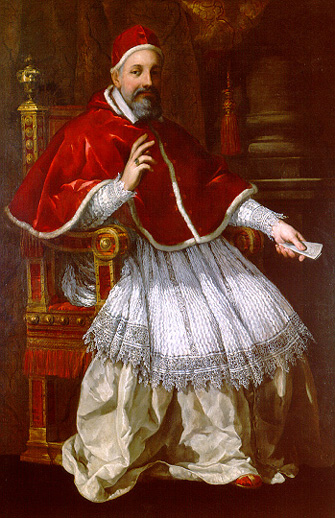
Paus Urbanus VIII (1627) Pietro da Cortona, Musei Capitolini, Rome

## Bouwkunst

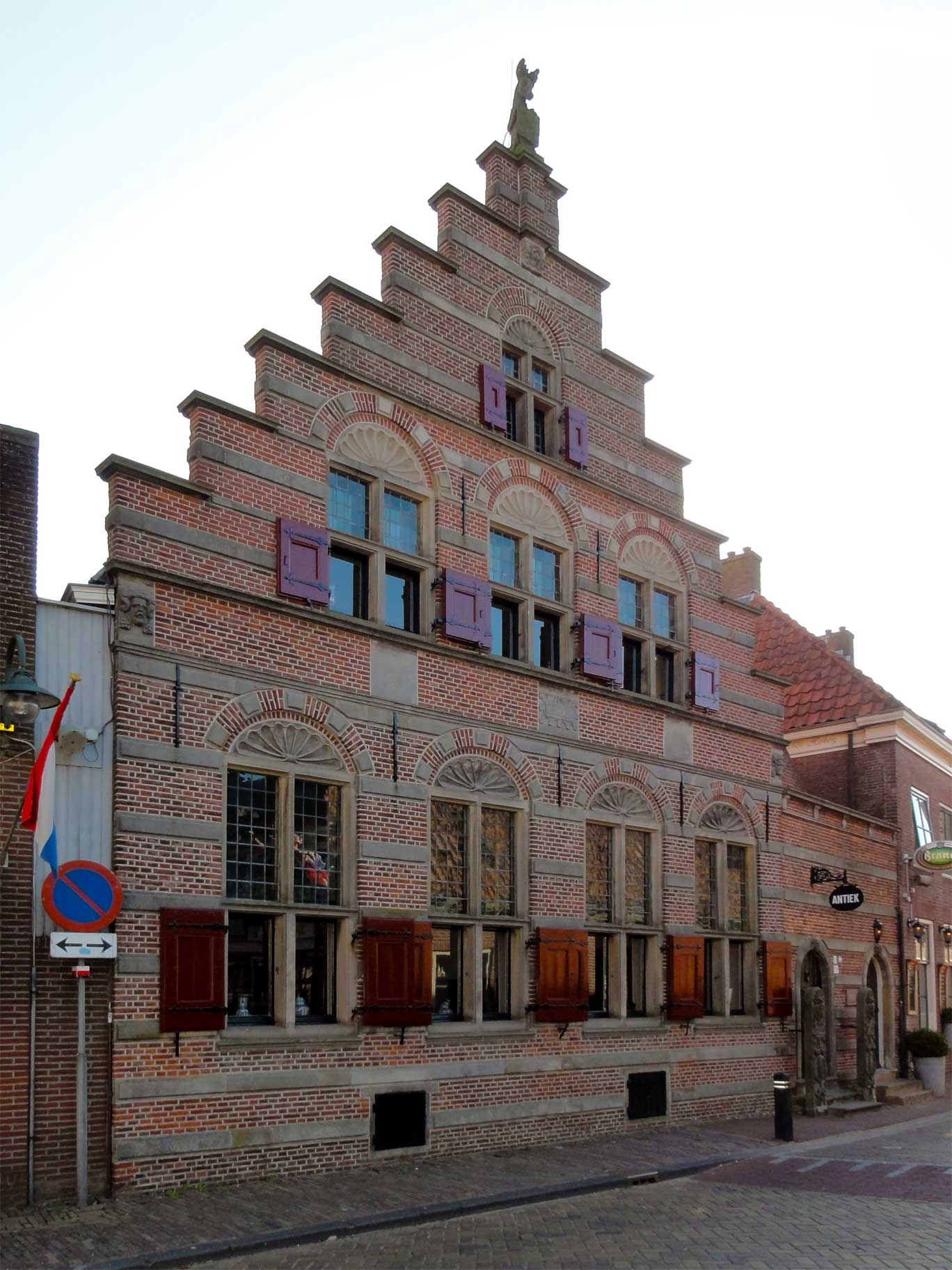
Voorm. Latijnse school, Vollenhove (1627)

## Wetenschap
- Johannes Kepler voltooit de Rudolfijnse tafels in Ulm

## Geboren
januari
- 25 - Robert Boyle, Iers filosoof en scheikundige/alchemist (overleden 1691)

april
- 9 - Johann Kaspar Kerll, Duits componist en organist (overleden 1693)

juli
- 17 - Lieven de Key (~67), Nederlands bouwmeester

augustus
- 2 - Samuel van Hoogstraten, Nederlands kunstschilder, etser, dichter en theoreticus (overleden 1678)

november
- 17 - Johan George II, vorst van Anhalt-Dessau (overleden 1693)

datum onbekend
- Georg Everhard Rumphius, Duits natuurvorser in dienst van de VOC (overleden 1702)
- Sara Roelofs, vertaalster in Nieuw-Amsterdam (Nieuw-Nederland).

## Overleden
februari
- 10 - Karel Vijgh, raadsheer aan het Hof van Gelre
- 22 - Olivier van Noort (~69), Nederlands ontdekkingsreiziger

april
- 22 - Adriaen Block (~60), Nederlands ontdekkingsreiziger

mei
- 2 - Lodovico Grossi da Viadana (~67), Italiaans componist en monnik

augustus
- 12 - Gilbertus van Zinnik (~33), Zuid-Nederlands norbertijn en architect
- 18 - Willem van Nassau-LaLecq (~26), militair en zoon van Maurits van Nassau (omgekomen tijdens het Beleg van Grol)

oktober
- 21 - Frederik de Houtman (56), Nederlands reiziger, taalkundige, astronoom
- 28 - Nuruddin Salim Jahangir (58), keizer van het Mogolrijk

november
- 18 - Lodewijk II van Nassau-Saarbrücken (62), graaf van Nassau-Weilburg, Saarbrücken en Saarwerden
- Pedro Rimonte (~62), Spaans musicus en componist

datum onbekend
- Arend Dickmann (55), Nederlands admiraal in dienst van de Poolse kroon (getroffen door een kanonskogel)
- Ascanio Mayone (~57), Italiaans componist
- Cornelis van Aerssen (83), Zuid-Nederlands jurist; raadspensionaris en griffier van de Staten-Generaal der Nederlanden

## Voetnoten
1. ↑  Jan Buisman, A F V van Engelen, Duizend jaar weer, wind en water in de Lage Landen